# En kväll i juni
En kväll i juni (dt. Ein Abend im Juni; auch bekannt als Han tog av sig sin kavaj, dt. Er zog seinen Mantel aus) ist ein Lied von Lasse Berghagen.

## Geschichte
Berghagen schrieb das Lied an einem Abend während des Mittsommerfests in der schwedischen Stadt Svärdsjö in den späten 1960er Jahren. Er nahm das Lied erstmals 1970 auf, jedoch wurde es erst 1975 veröffentlicht.
Zuvor veröffentlichte die Gruppe Tre Profiler das Lied 1971 und erreichte am 12. September 1971 Platz 10 der schwedischen Charts.
Der Song handelt von einem kleinen Mädchen, das durch sein Tanzen den Großvater daran erinnert, wie er mit der Großmutter tanzte, als das Paar noch jung war.

## Coverversionen
Einige andere Künstler haben dieses Lied gesungen und veröffentlicht; das jeweilige Veröffentlichungsdatum ist in Klammern genannt:
- Lasse Berghagen (LP, 1975)[1]
- Hasse Andersson (1984)[4]
- Markoolio (2001)[5]
- Sten & Stanley (2009)[6]
- Arja Saijonmaa (2014)[7]